# رمزك
رمزك آم نكا (بالألمانية: Remseck) هي Grosse Kreisstadt، مدينة وبلدة ألمانية تقع في ألمانيا في لودفيغسبورغ. يقدر عدد سكانها بـ 22,612 نسمة .

## المدن التوأمة
مدن Meslay-du-Maine وVigo di Fassa هي مدن توأمة لـرمزك آم نكا.